# International Commission on Biological Effects of Noise
Die International Commission on Biological Effects of Noise (ICBEN) ist eine seit 1973 bestehende wissenschaftliche Fachorganisation für Lärmwirkungsforschung und Umweltepidemiologie des Lärms.

## Organisation
Die ICBEN ist eine Non-Profit-Organisation ohne eigene Rechtspersönlichkeit und ohne offiziellen Geschäftssitz. Die Mitgliedschaft ist kostenlos und alle Aktivitäten innerhalb der Organisation werden ehrenamtlich ausgeübt. Der Vorstand besteht aus Präsident, Co-Präsident, dem Ex-Präsident sowie einem Sekretär, die jeweils für eine dreijährige Amtsperiode von den Mitgliedern des sog. Executive Committee gewählt werden.

## Aktivitäten
Die Hauptaktivität der ICBEN entwickelt sich in den alle drei Jahre stattfindenden Kongressen, die von jeweils um die 200 Wissenschaftlern und Mitgliedern von Umweltbehörden besucht werden. An den Kongressen berichten die verschiedenen Arbeitsgruppen der ICBEN (Noise-induced hearing Loss, Noise and communication, Non-auditory effects of noise, Influence of noise on performance and behavior, Effects of noise on sleep, Community response to noise and annoyance, Low frequency noise and vibration, Interactions with other agents and contextual factors, Noise policy and economics) über aktuelle Themen und Forschungsresultate. Die Tagungsbände der vergangenen Kongresse stehen auf der ICBEN-Homepage frei zur Verfügung. Der letzte Kongress der ICBEN fand im Jahr 2023 in Belgrad statt.